# Nina Garsoïan
Nina G. Garsoïan (París, 11 de abril de 1923-Nueva York, 14 de agosto de 2022) fue una historiadora estadounidense especializada en historia armenia y bizantina. Fue decana de la Escuela de Graduados de la Universidad de Princeton y la primera titular de la cátedra Gevork M. Avedissian en Historia y Civilización Armenia en la Universidad de Columbia.

## Biografía
Garsoïan nació en París el 11 de abril de 1923, de padres armenios, originarios de Najicheván del Don (ahora forma parte de Rostov del Don) y Tiflis. Se mudó a Nueva York en 1933. Recibió una licenciatura en arqueología clásica del Bryn Mawr College en 1943, así como una maestría y un doctorado por la Universidad de Columbia en historia bizantina, del Cercano Oriente y Armenia. Recibió la Beca Fulbright para estudiar en el monasterio mequitarista de San Lázaro de los armenios, Venecia.
Garsoïan comenzó a enseñar en el Smith College en 1956 y en Columbia en 1962. En 1977, Garsoïan se convirtió en la primera mujer decana de la Escuela de Posgrado de la Universidad de Princeton cuando fue nombrada para el puesto. Trabajó en dicho cargo hasta 1979.
En 1979, se convirtió en la primera titular de la cátedra Gevork M. Avedissian en Historia y Civilización Armenia en la Universidad de Columbia. Se retiró en 1993 pero fue hasta su muerte profesora emérita de historia y civilización de Armenia.  
Garsoïan fue la directora de la Revue des Études Arméniennes con sede en París, miembro de la Academia Medieval de América y miembro correspondiente de la Academia Británica. Participó en el Simposio de Estudios Bizantinos en Dumbarton Oaks, dos veces como codirectora.
Falleció en Nueva York el 14 de agosto de 2022 a los 99 años.

## Publicaciones
Garsoïan publicó numerosos libros, revistas y artículos de enciclopedia sobre la historia armenia, bizantina y sasánida. En sus publicaciones enfatiza la influencia iraní/persa en la historia armenia.   

### Libros
- The Paulician Heresy. Mouton, 1968.
- Armenia between Byzantium and the Sasanians. Variorum Publishing. 1985.
- The Epic Histories Attributed to Pʻawstos Buzand: (Buzandaran Patmutʻiwnkʻ). Harvard University Press, 1989.
- L'Église arménienne et le grand schisme d'Orient. Peeters Publishers. 1999
- Church and Culture in Early Medieval Armenia. Ashgate, 1999.
- De Vita Sua. 2011. (Memoria).

### Artículos
- "Byzantine Heresy. A Reinterpretation". Dumbarton Oaks Papers 25 (1971): 85-113.
- "Secular jurisdiction over the Armenian church (fourth-seventh centuries)". Harvard Ukrainian Studies 7 (1983): 220-250.
- "Byzantium and the Sasanians". Cambridge History of Iran 3.1 (1983): 568-592.
- "The problem of Armenian integration into the Byzantine empire". Studies on the internal diaspora of the Byzantine Empire (1998): 53-124.

### Traducciones
- The trade and cities of Armenia in relation to ancient world trade por Jacob Manandian. 1965
- Armenia in the Period of Justinian por Nicholas Adontz. Fundación Calouste Gulbenkian. 1970
- The Arab Emirates in Bagratid Armenia por Aram Ter-Ghevondyan. Livraria Bertrand . 1976